# Omar Chehade
Omar Karim Chehade Moya  (AFI: [tʃeˈxade]; Lima, 8 de noviembre de 1970) es un abogado y político peruano de ascendencia palestina. Ejerció como segundo vicepresidente de la República desde julio del 2011 hasta su renuncia en enero del 2012, en el gobierno de Ollanta Humala. Fue también congresista de la República durante el periodo 2011-2016 y el periodo 2020-2021.

## Biografía
Realizó sus estudios en el Colegio Champagnat, y posteriormente ingresó a la Facultad de Derecho de la Universidad Inca Garcilaso de la Vega. Obtuvo en 1995 el grado de bachiller con su tesis Reformas necesarias al delito de asesinato en el Código Penal peruano. Ese mismo año, publica un libro con el contenido de su tesis. Un año más tarde, se le otorga el título de abogado.
Su trayectoria laboral comprende, desempeñarse en el año 2004 como asesor legal en materia penal, del Departamento Jurídico del rectorado de la Universidad Nacional Mayor de San Marcos. Posteriormente, desde febrero de 2005, y durante tres años consecutivos, laboró en la Procuraduría ad hoc Anticorrupción, para los casos Fujimori y Montesinos, en calidad de consultor, gracias a un presupuesto de la PNUD.  
Se casó con Úrsula Galdós, de la cual se divorció. En 2019 se casó con Roxana González, con quien tiene un hijo.

## Actividad política

### Segundo Vicepresidente de la República
Para las elecciones generales del 2011, Chehade fue candidato a la segunda vicepresidencia de la República en la plancha presidencial de Ollanta Humala por la alianza Gana Perú. Luego de la segunda vuelta, Humala resultó elegido presidente de la república y Chehade fue elegido segundo vicepresidente de la república. 
El 28 de julio del 2011, Chehade juró, junto a Marisol Espinoza, como vicepresidente de la república ante el Congreso de la República para el periodo presidencial 2011-2016. En el mismo día de la juramentación, Chehade juró por la Constitución de 1979, al igual que Ollanta Humala y Espinoza. Quienes recibieron críticas por parte del fujimorismo.

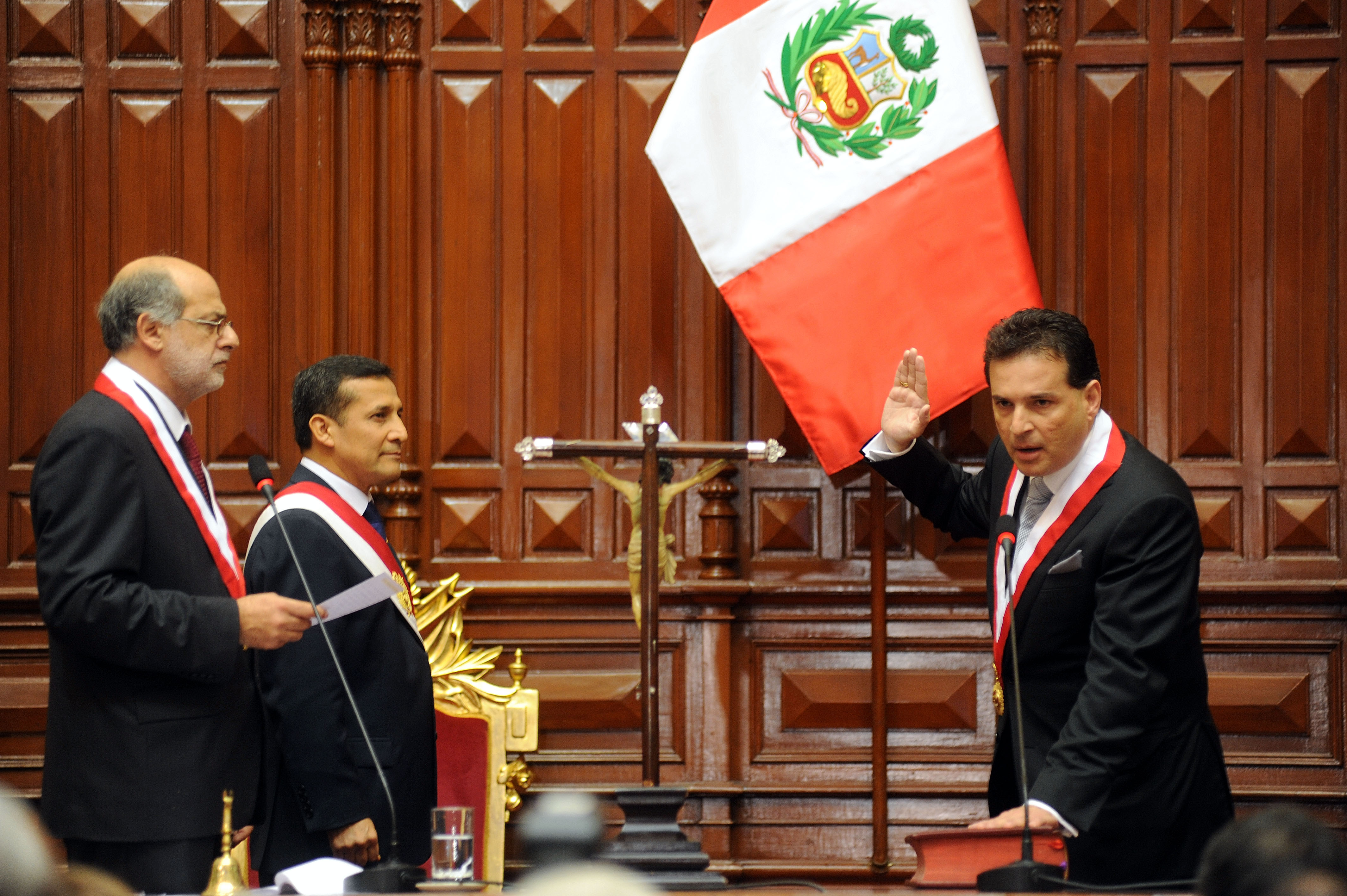
Omar Chehade juramentando como segundo vicepresidente ante el Congreso de la República en presencia de Ollanta Humala y Daniel Abugattás.

### Congresista (2011-2016)
En las mismas elecciones, Chehade postuló también al Congreso de la República, por la alianza Gana Perú, y fue elegido congresista con 31;320 votos. Para el periodo parlamentario 2011-2016.
Durante su labor en el legislativo, fue presidente de la Comisión de Constitución y Reglamento (2013-2014) y miembro de las comisiones ordinarias de Justicia y Derechos Humanos, Descentralización, Economía, Defensa, Relaciones Exteriores y Comercio Exterior y Turismo.

#### Controversias
En octubre de 2011, Chehade fue acusado de ser enlace entre oficiales de la Policía Nacional del Perú y familiares suyos vinculados al Grupo Wong. Fue acusado por el general retirado de la Policía, Guillermo Arteta, de haber planteado a inicios de ese mes, en una reunión en el restaurant "Brujas de Cachiche" con otros altos oficiales de esa institución, el desalojo de los trabajadores de la empresa azucarera Andahuasi, empresa administrada por los trabajadores por orden judicial. Esto, según Arteta (que era entonces jefe policial de Lima Norte, donde está ubicada Andahuasi), con el fin de entregar la azucarera a la empresa Wong, una de las más poderosas en el país con actividades en la agroindustria y el comercio. Tras ello la Fiscalía de la Nación planteó una investigación y, del mismo modo, la Comisión de Ética del Congreso de la República. Al respecto, Chehade negó la versión de Arteta y se defendió: indicó que se pretendía desestabilizar su trabajo en el Parlamento. Sin embargo, la versión oficial del Gobierno (Chehade era entonces segundo vicepresidente del Perú) aceptaba que sí hubo reuniones sospechosas. Tanto en un restaurante de Miraflores como en el cuartel policial llamado el Potao. 
Igualmente, una comisión del Congreso peruano admitió una denuncia constitucional en su contra. El presidente del Perú, Ollanta Humala, opinó que Chehade «debería dar un paso al costado». Autoridades del Gobierno y también políticos de oposición pidieron que renuncie a su cargo. El exprocurador anticorrupción Montoya señaló que, ante la negativa de presentar su renuncia a la segunda vicepresidencia, Chehade complicaba aún más su situación en el Gobierno. Montoya sostuvo además que Chehade no tuvo mayor injerencia en el proceso de extradición de Alberto Fujimori y lo recuerda como una persona ambiciosa. Pero que nunca manejó casos emblemáticos. Luego de varias semanas de polémica, Chehade solicitó licencia de su cargo como segundo vicepresidente. Esta decisión no estuvo exenta de polémica debido a que otros políticos consideraron que no existe licencia para la vicepresidencia. El 5 de diciembre de 2011, el Pleno del Congreso lo suspendió por ciento veinte días.
El 16 de enero de 2012, a un día de la votación que definía el futuro del caso en mención, Chehade anunció su renuncia a la segunda vicepresidencia. El 17 de enero, el Congreso lo absolvió de supuestos actos ilícitos con una polémica votación que se diferenció en un voto para su desafuero como congresista. Un voto decisivo en contra del desafuero a Chehade fue el de Yehude Simon. Producto de esta decisión, Simon estuvo al borde de ser separado de su bancada.
Como consecuencia de la votación, dos días después, el Congreso decidió que la investigación del Caso Chehade pase a manos de la Fiscalía de la Nación. Cursó un oficio con el expediente del caso al Ministerio Público.
El 31 de enero de 2012, el Congreso de la República, presidido por Daniel Abugattás, aceptó la renuncia presentada por Chehade. Por unanimidad en el pleno y sin pasar a debate.

### Congresista (2020-2021)
En las elecciones parlamentarias del 2020, fue nuevamente elegido congresista, por Alianza para el Progreso, con 24;610 votos, para el periodo parlamentario 2020-2021.
En septiembre del 2020, en el primer proceso de vacancia contra Martín Vizcarra, Chehade apoyó la vacancia en su discurso parlamentario. Sin embargo, no respaldó la misma durante la votación.
Durante el segundo proceso de vacancia, Chehade votó a favor de la declaratoria de incapacidad moral de Martín Vizcarra. La vacancia fue aprobada por ciento cinco parlamentarios el 9 de noviembre de 2020.
En el Parlamento, Chehade fue presidente de la Comisión de Constitución.
Fue candidato a la Alcaldía de Lima en las elecciones municipales del 2022 por Alianza para el Progreso quedando solo en el quinto lugar de las preferencias.

## Obras publicadas
- Reformas necesarias al delito de asesinato en el Código Penal Peruano (julio de 1995).
- Atrapando al fugitivo: memorias de la histórica extradición de Alberto Fujimori (julio de 2008).
- La Gran Usurpación. Memorias de Gobierno (julio de 2016)